# Nvidia
Nvidia Corporation est une société multinationale américaine de technologie basée à Santa Clara et immatriculée dans l'État du Delaware. Il s'agit d'un éditeur de logiciels et d'une entreprise sans usine qui conçoit des processeurs graphiques, des interfaces de programmation d'applications (API) pour la science des données et le calcul intensif, ainsi que des systèmes sur une puce (SoC) pour les marchés de l'informatique mobile et de l'automobile. Elle conçoit ses circuits intégrés dans ses centres de recherches, mais sous-traite leur production à d'autres sociétés de semi-conducteurs.
Sa gamme professionnelle de processeurs graphiques est utilisée dans les stations de travail pour des applications dans des domaines tels que l'architecture, l'ingénierie et la construction, les médias et le divertissement, l'automobile, la recherche scientifique et la conception manufacturière.
Ses principaux concurrents sont AMD (anciennement ATI),, Intel et Qualcomm,. Nvidia est un acteur dominant dans le matériel utilisé pour des projets d'intelligence artificielle,.
L'entreprise est constituée en avril 1993 dans l'État de Californie, avant de rejoindre le Delaware en 1998.

## Historique de la société

### Création
Nvidia est fondé le 5 avril 1993 à Santa Clara par :
- Jensen Huang, ancien employé de LSI Logic et AMD (en tant que designer de microprocesseurs), actuellement PDG, américain d'origine taïwanaise, né à Tainan (sud de Taiwan) ;
- Chris Malachowsky, ancien employé de Hewlett-Packard et Sun Microsystems, actuellement vice-président ;
- Curtis Priem (en), ancien employé de Sun Microsystems, actuellement directeur technique.

La société est baptisée Nvidia, avec un logo vert et blanc représentant un œil stylisé. L'entreprise conserve son statut de startup jusque vers les années 1997-1998, lorsqu'elle prend de l'importance pour devenir peu à peu un acteur majeur sur le marché des processeurs graphiques, notamment avec le lancement des puces graphiques Riva pour PC.
La société est aussi surnommée, du fait de son logo, la « marque au caméléon »,,.

### Années 1990
En 1994, Nvidia conclut son premier partenariat stratégique avec SGS-Thomson Microelectronics pour la fabrication d'une puce d'accélération pour interface graphique. Le groupe Diamond Multimedia Systems installe les puces sur les cartes[réf. non conforme].
En 1995, l'entreprise lance sa première puce graphique, la NV1 à gravure en 500 nm, qui connaîtra un succès très mitigé. À cause de son côté « tout en un », d'abord (puce 2D/3D « potable », avec émulation sonore et contrôleur de pad Sega) et ensuite parce qu'elle est dédiée à Windows 95. De plus, la technologie même de la puce posait problème. Par exemple, le bus PCI bridait la carte et la technologie spécifique utilisée, le Quadratic Texture Map (QTM), un genre de technologie d'optimisation pour la 3D, nécessitait une programmation spécifique, qui ne sera jamais véritablement adoptée du fait du manque de notoriété de Nvidia à l'époque. La NV2 n'aura jamais vu le jour, car elle était également basée sur le QTM, et Nvidia préférera l'abandonner pour se consacrer à la génération suivante de puces.
À l'automne 1997, l'entreprise lance la RIVA 128 (en), une puce graphique gravée à 350 nm (nom de code : NV3). De nombreux OEM, attirés par l'esprit tout en un qui avait rebuté avec la NV1, décident alors d'utiliser cette carte qui est vendue à un million d'unités en quatre mois[réf. non conforme]. Malgré tout, Nvidia reste derrière 3dfx et ATi.
En avril 1998, la sortie de la RIVA 128 ZX, qui dispose du double de la mémoire de la RIVA 128 et d'un port AGP 2× propulse la société sur le devant de la scène. De plus, elle signe un partenariat avec l'entreprise de fonderie taïwanaise TSMC. En septembre 1998, Nvidia sort la Riva TNT qui, malgré les promesses, reste moins puissante que la Voodoo 2 de 3dfx.
En janvier 1999, la société fait son entrée sur le NASDAQ. Au printemps 1999, arrive la puce RIVA TNT2 (en) à gravure 250 nm, suivie à l'automne par la GeForce 256, dotée de la puce NV10 gravée à 220 nm, la première carte vidéo GPU grand public à pouvoir prendre en charge l'intégralité des calculs graphiques. En mai, elle atteint les dix millions de puces vendues.

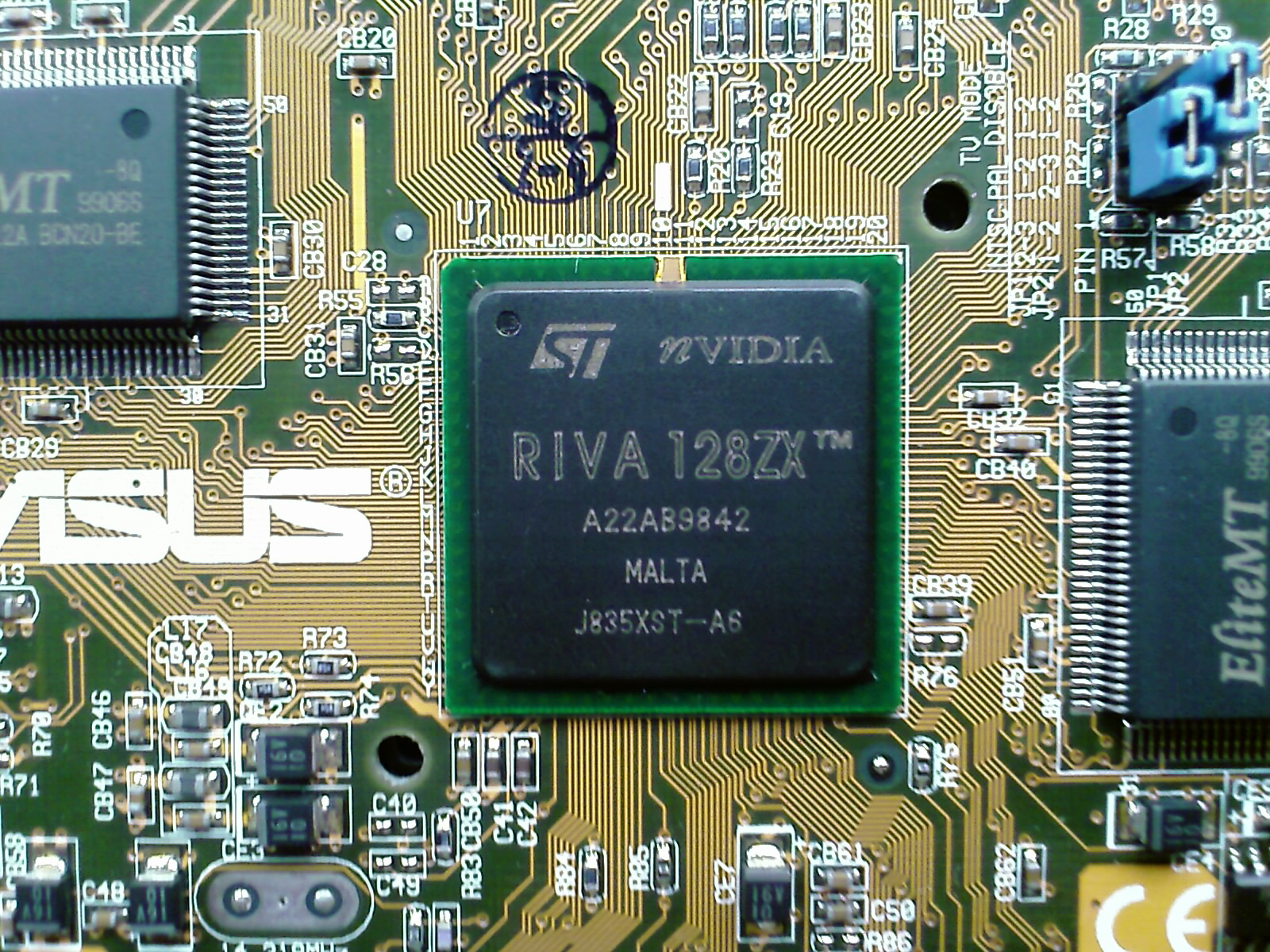
Processeur RIVA 128ZX (1998).
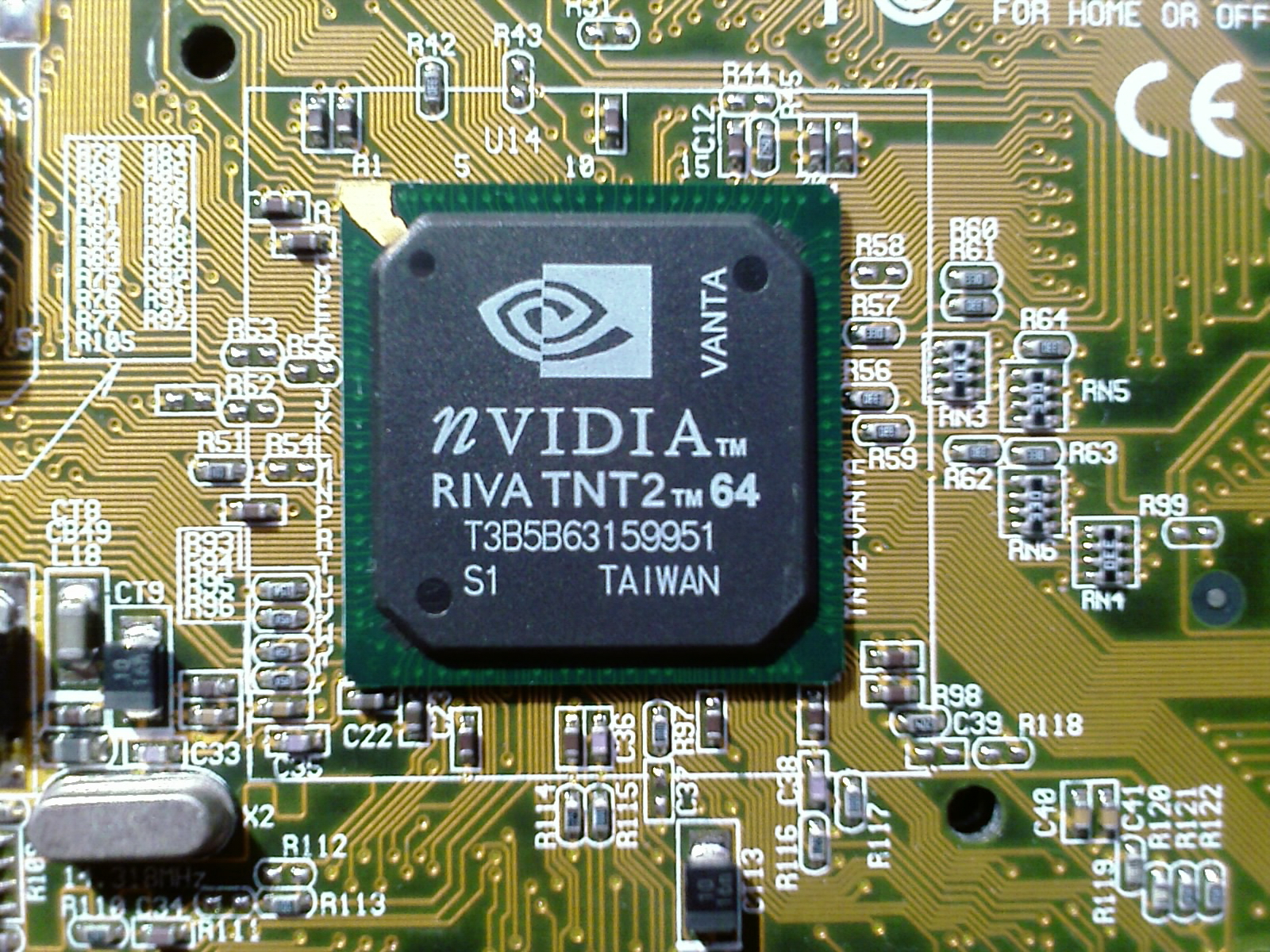
Processeur RIVA TNT2 (1999).
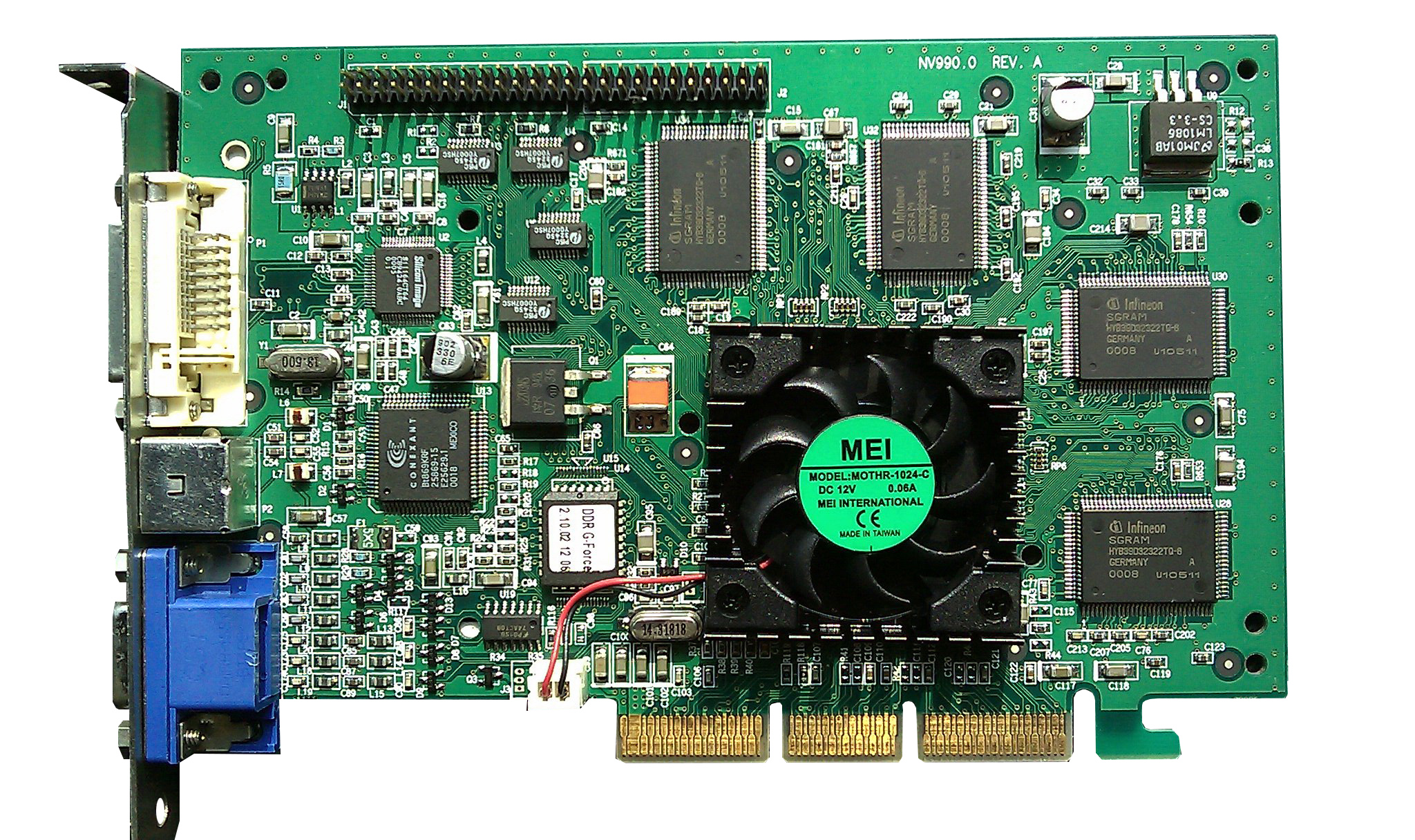
GeForce 256 (1999).

### Années 2000
En 2000, Nvidia achète son concurrent 3dfx, alors chef de file de l'industrie de ce secteur mais en faillite. Début 2000, l’utilisation sur certaines cartes de mémoire DDR SDRAM (Double Data Rate SDRAM) à la place de mémoire SDRAM classique permet aux GeForce 256 de largement surclasser la concurrence du moment. Au printemps 2000, la GeForce 2 GTS apparaît, dotée de la puce NV15. À l'automne 2000, une déclinaison d'entrée de gamme et une autre de très haut de gamme de la GeForce 2 sortent, les GeForce 2 MX (puce NV11), une version allégée de la GeForce 2 GTS, et les GeForce 2 Ultra, cadencées à 250 MHz au lieu de 200 MHz. Nvidia sort aussi la GeForce 2 Pro, constituée d’une GeForce 2 GTS normale équipée de meilleure mémoire.
En 2001, ATI sort sa carte graphique Radeon 8500. Nvidia commercialise en ce temps les GeForce 3 (puces NV20 à microachitecture Kelvin (en) à gravure de 150 nm), qui sont les premières cartes à comprendre des unités programmables (shaders). Le processeur graphique de la console Xbox de Microsoft (première du nom) est un Nvidia NV2A, variante du NV20 adaptée aux consoles par des fonctions et des performances améliorées[réf. non conforme]. Nvidia réplique faiblement à ATI, en apportant quelques optimisations sur ses puces NV25 (GeForce 4). Néanmoins, l'entreprise parvient à conserver sa domination grâce aux problèmes d'ATI concernant les pilotes graphiques et une renommée bien plus forte à l'époque.
En février 2002, Nvidia a vendu un total de 100 millions de processeurs graphiques. Elle vend aussi directement des cartes graphiques équipées de ses processeurs.
La fin de 2002 et 2003 est une période difficile pour le constructeur. Son NV30 (GeForce FX) n'arrive qu'en retard de plusieurs mois tandis qu'ATI inonde le marché avec ses cartes Radeon 9500 et 9700. Pour tenter de combler son retard, Nvidia sort des évolutions annoncées comme les puces NV28, destinés aux « Ti », et des NV18, destinés aux « Mx ». Ces évolutions consistent simplement en un port AGP 8×. Le NV30 (microachitecture Rankine (en) à gravure de 150 nm, 140 nm puis 130 nm), qui sort avec énormément de retard, au début de 2003, ne répond absolument pas aux attentes des consommateurs. Nvidia tente de corriger le tir en oubliant rapidement les GeForce FX 5800 pour se concentrer sur le NV35, une évolution plus en phase avec les tendances de l'époque. Sortent ainsi les GeForce FX 5900 et 5700. La génération NV3x aura été un échec technique et, dans une moindre mesure, commercial pour la firme[réf. nécessaire].
Dans les années qui suivent, l'entreprise élargit son offre en proposant également des chipsets pour les cartes mères pour PC à base de microprocesseurs AMD.
En 2004, le Scalable Link Interface (SLI) est lancé. Il consiste à faire travailler en parallèle deux cartes graphiques pour doubler le débit d'affichage. La microarchitecture Curie (en) est lancée, nommé d’après la physicienne Marie Curie. Elle est utilisée dans les GPU GeForce 6 et GeForce 7, fabriqués en 130 nm, 110 nm, 90 nm et 80 nm.
En 2005, l’entreprise réalise un chiffre d'affaires de 2,079 milliards de dollars et se classe parmi les cinq premiers fabricants de puces sans usine, devant son concurrent ATI. Au cours de l'Electronic Entertainment Expo (E3) en mai 2005, Nvidia annonce qu'il équipera les PlayStation 3 de Sony en processeurs graphiques. Ils sont nommés RSX (« Reality Synthetizer ») et annoncés comme aussi performants que deux GeForce 6800 en SLI, ce qui correspond à peu près à la GeForce 7800 GTX. Les caractéristiques techniques et les performances sont étonnamment proches de ce qui était annoncé à l'époque pour le processeur graphique (GPU) de la PS3, ce qui laisse fortement penser que tout était prêt du côté du GPU de cette console nouvelle génération (contrairement à d'autres composants comme le Cell, le processeur conçu conjointement par IBM, Sony et Toshiba). En décembre 2005, Nvidia annonce le rachat et la fusion de ULi Electronics pour environ 52 millions de dollars, afin de renforcer sa division chipsets.
En 2006, Tesla est le nom de code d’une microarchitecture de GPU développée par Nvidia en tant que successeur de la microarchitecture Curie (en). Il a été nommé d’après l’ingénieur électricien pionnier Nikola Tesla. En tant que première microarchitecture de Nvidia à implémenter des shaders unifiés, elle a été utilisée dans les GPU GeForce 8, GeForce 9, GeForce 100, GeForce 200 et GeForce 300, fabriqués en 90 nm, 80 nm, 65 nm, 55 nm et 40 nm. Il était également présent dans la GeForce 405 et dans les modules de calcul Quadro FX, Quadro x000, Quadro NVS et Tesla.
En 2007, l'entreprise introduit l'environnement de développement CUDA.
En février 2008, Nvidia acquiert AGEIA, connue pour le développement de la carte et du logiciel PhysX. Le 7 novembre 2008, elle voit son chiffre d'affaires diminuer de presque 20 % lors de la publication des résultats financiers anticipés pour le troisième trimestre de l'année fiscale 2009. L'entreprise réalise un chiffre d'affaires de 3,4 milliards de dollars et est toujours parmi les cinq premiers fabricants de puces sans usine.
La même année, elle présente au Mobile World Congress de Barcelone un processeur à destination des terminaux mobiles « multimédia ». Baptisée APX 2500, cette puce, cadencée à 750 MHz et gravée en 65 nm est composée d'un cœur ARM11 (en) (256 Ko de cache de second niveau) ainsi que d'une partie graphique de génération GeForce 6. Elle est capable de décoder des flux HD (720p) qu'elle peut transférer à un téléviseur via le port HDMI, alors qu'elle est capable de traiter des images de 12 mégapixels.

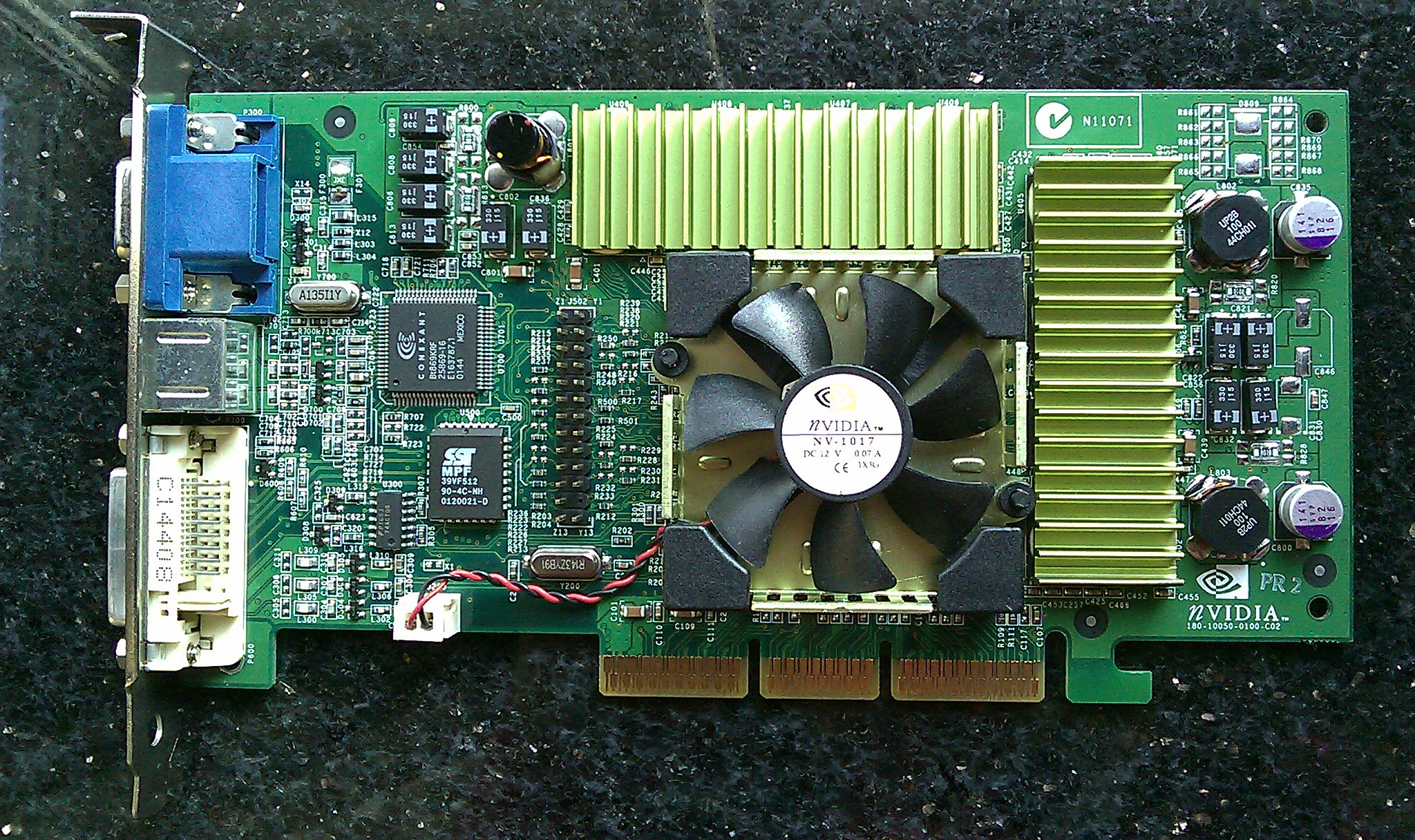
Carte graphique GeForce3 Ti 500 (2001).
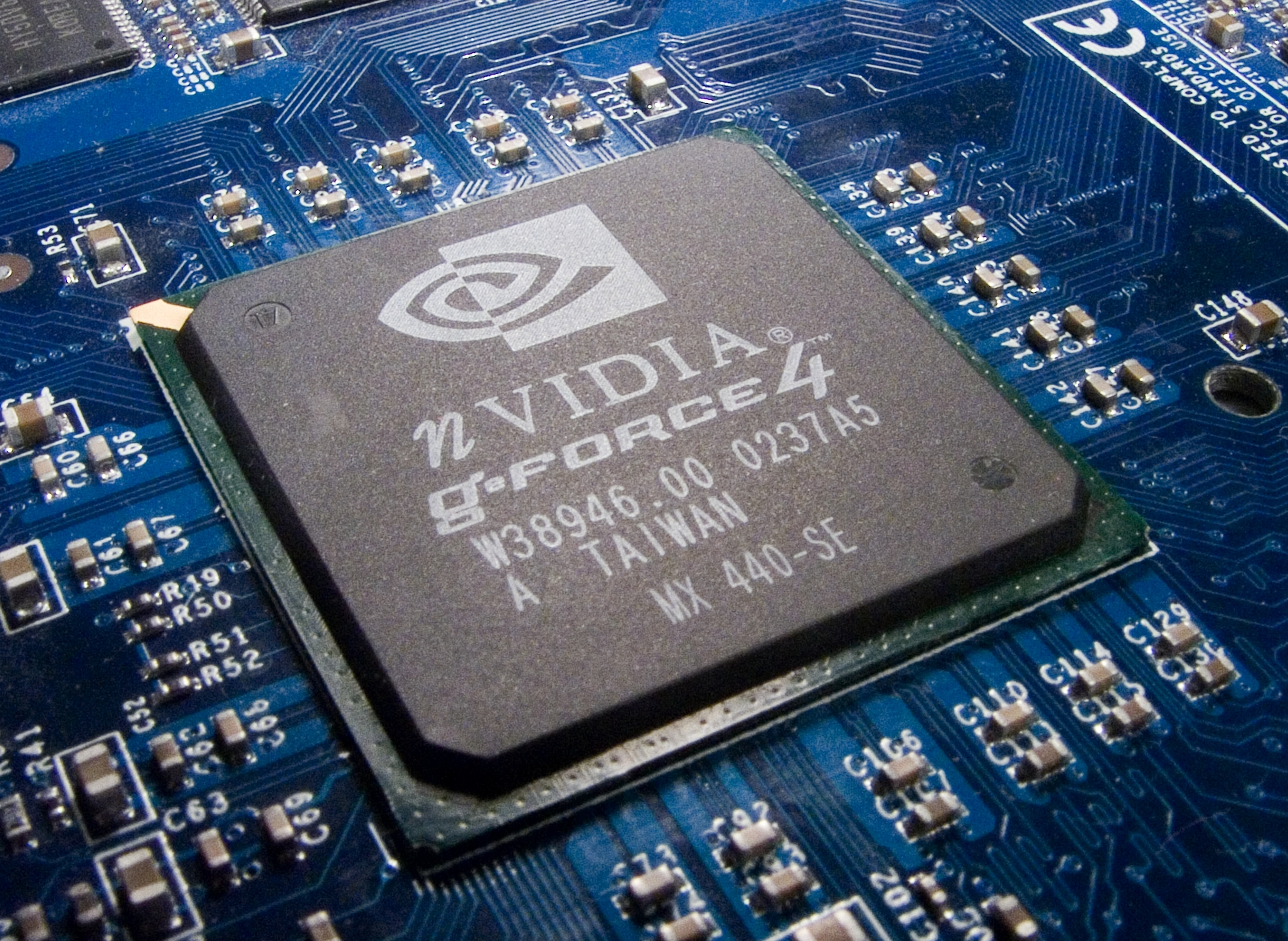
GPU GeForce 4 (2002).
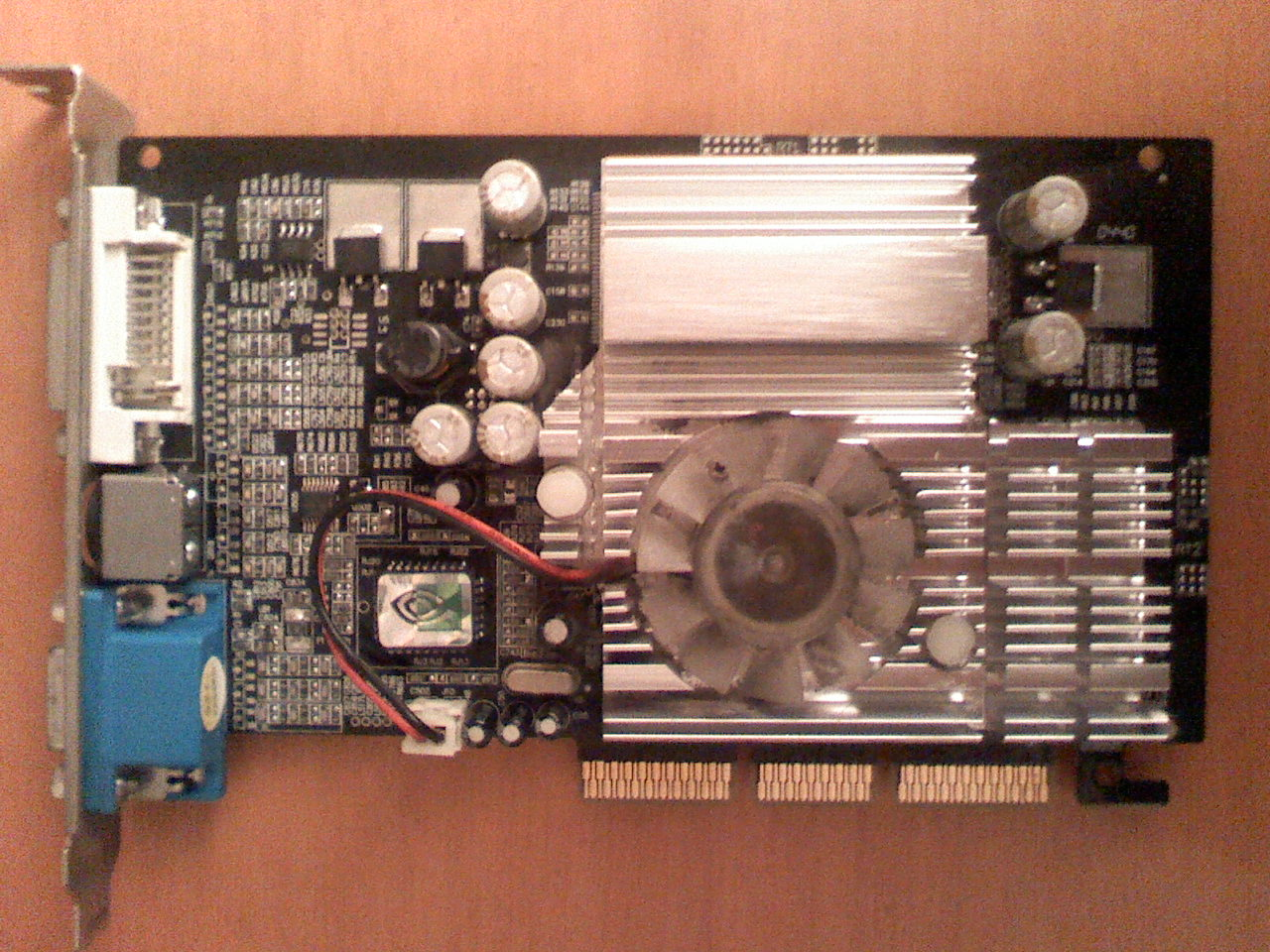
Carte graphique GeForce FX5200 (2003).
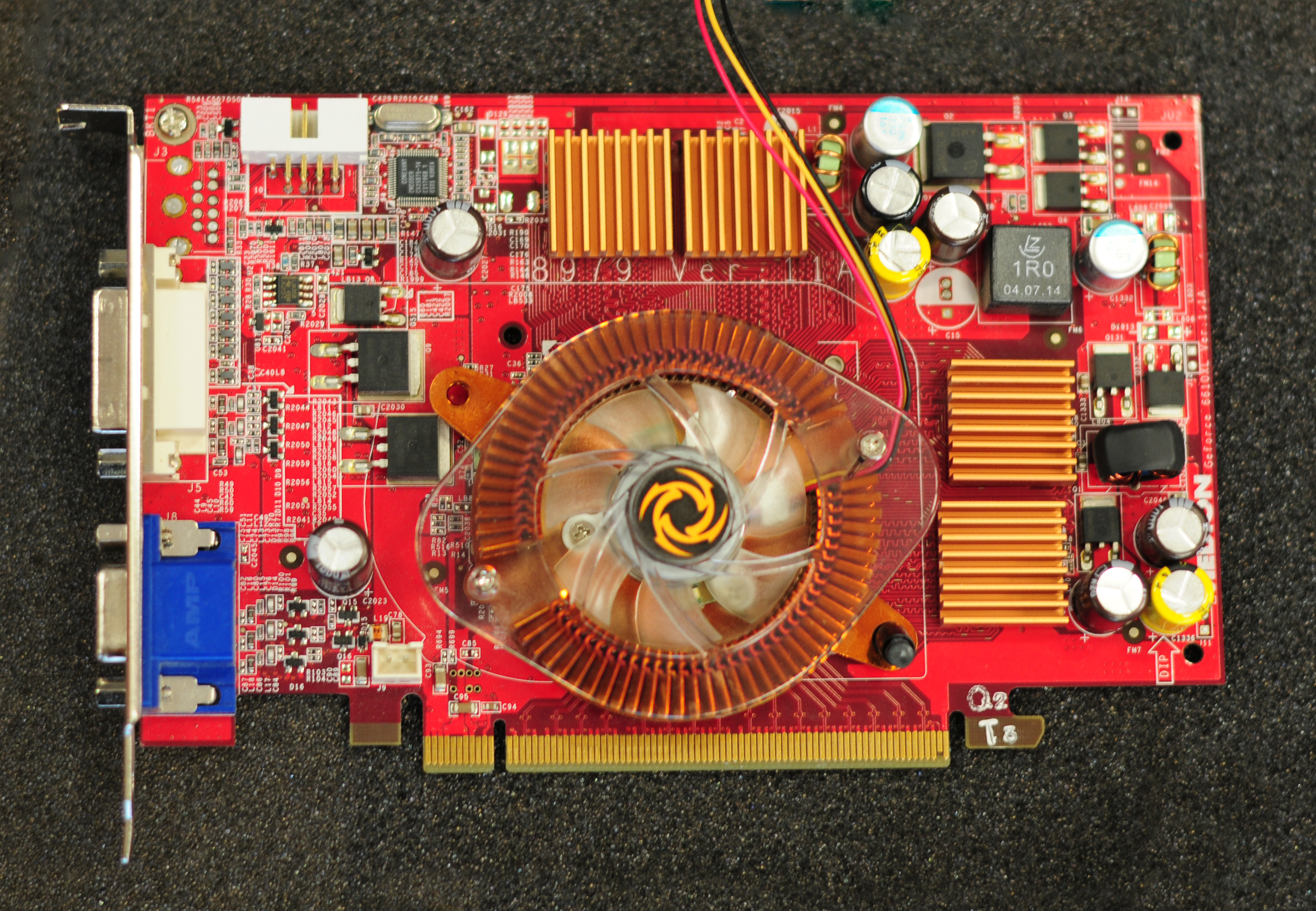
Carte graphique GeForce 6610XL (2004).
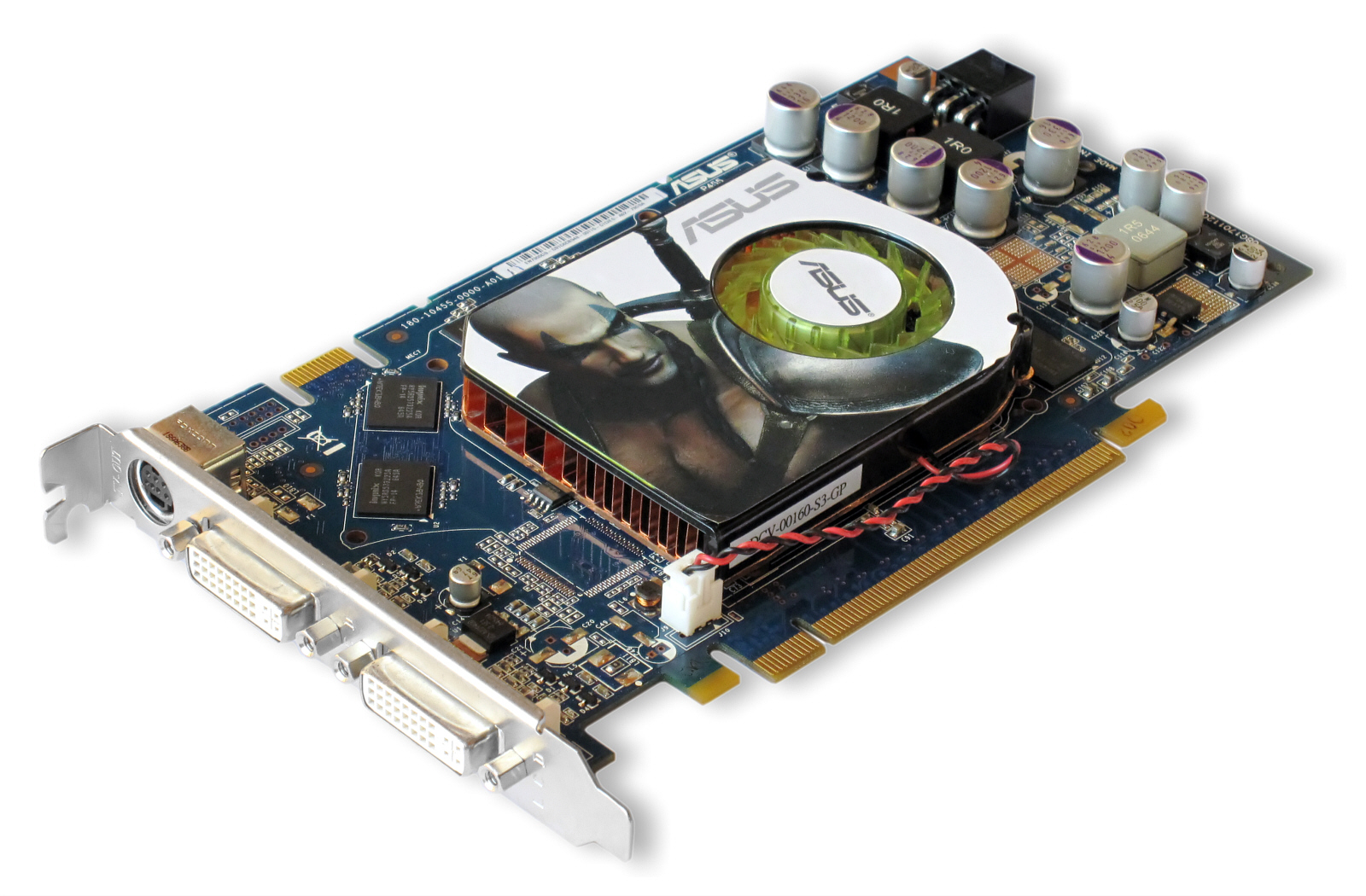
Carte graphique Asus EN7900GS (GeForce 7, 2005).
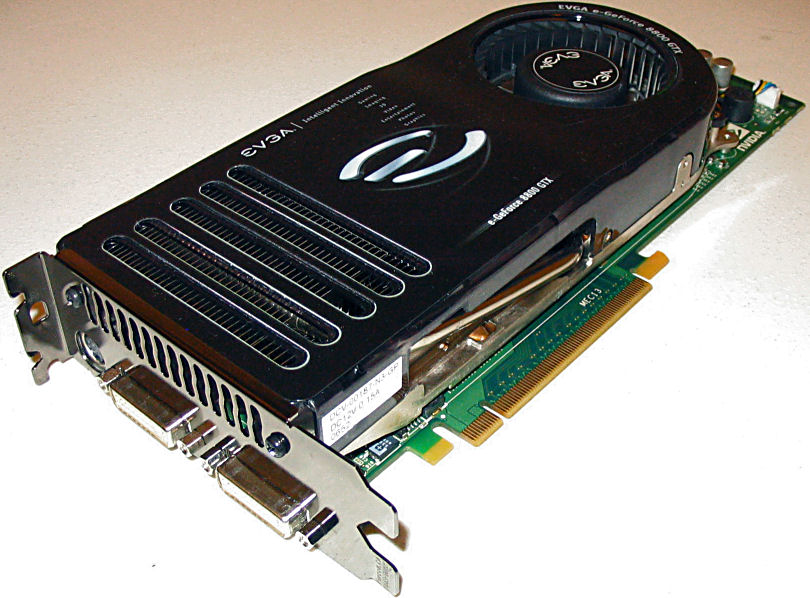
Geforce 8800gtx (2006).
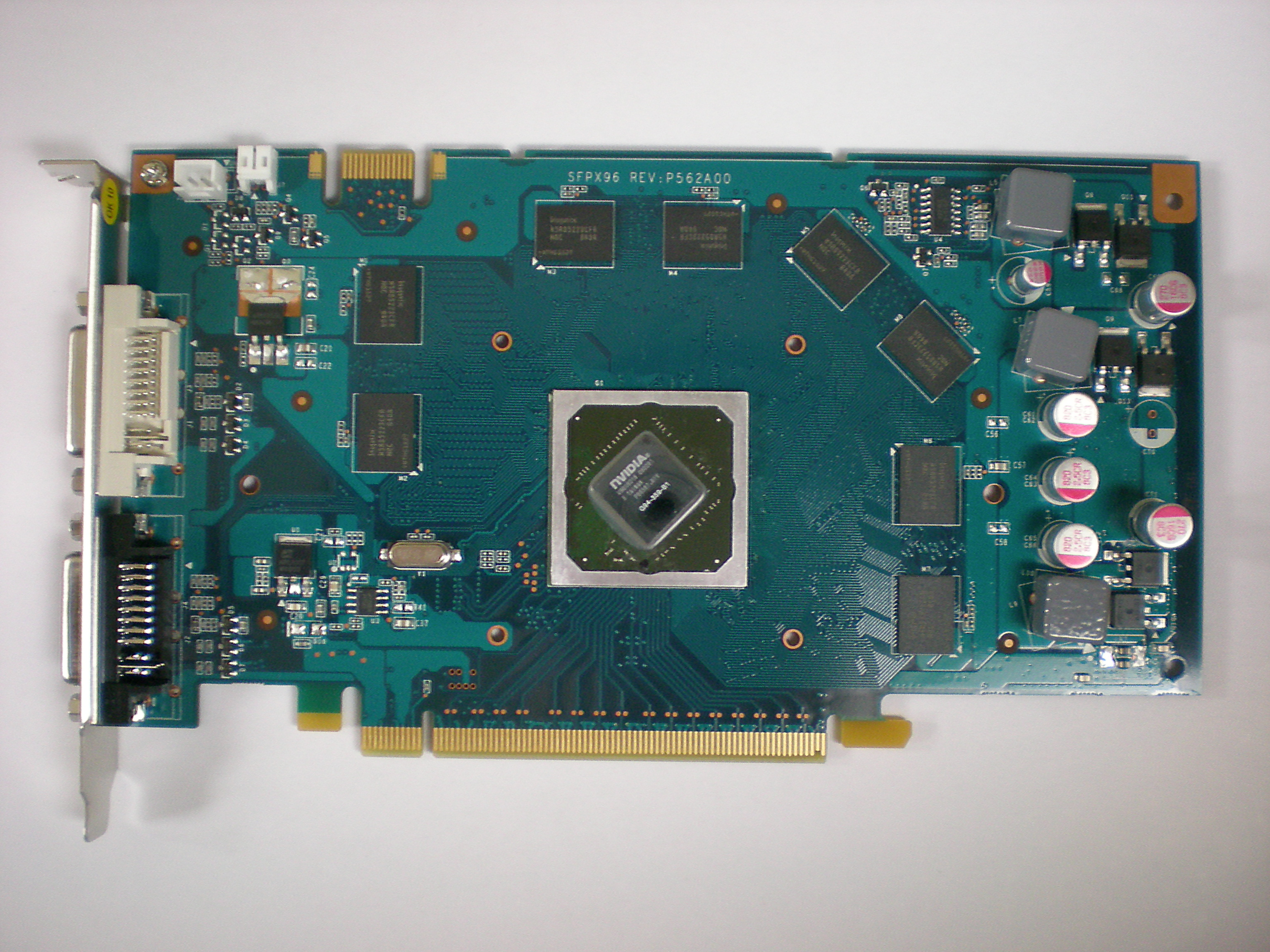
Geforce 9600 GT GE (2008).
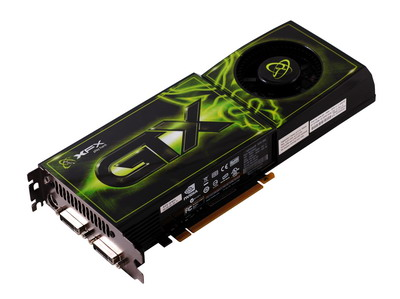
Carte graphique GeForce GTX 260 (2009).
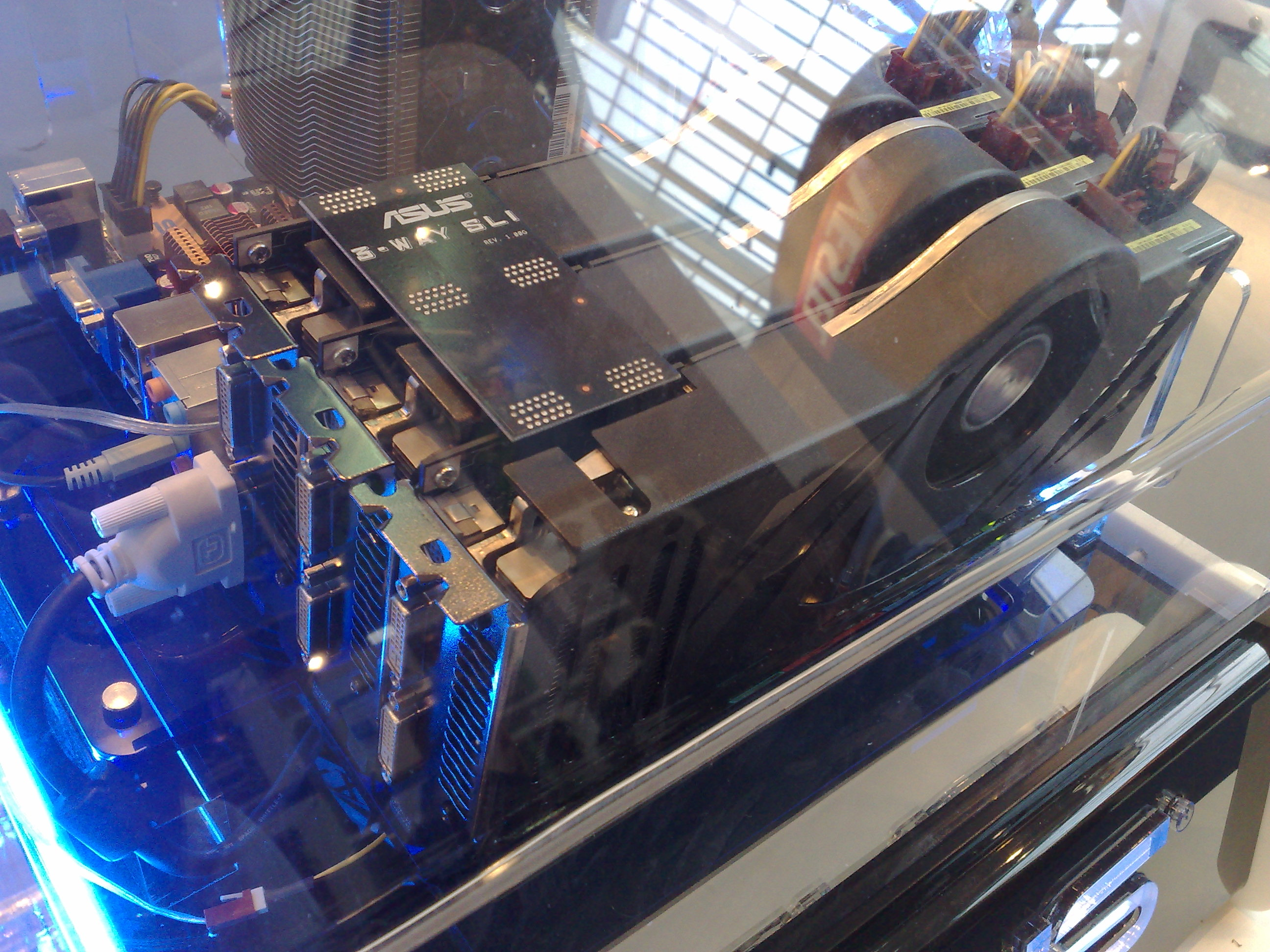
Exemple de Scalable Link Interface (SLI) avec trois cartes (« 3-way SLI »).

### Années 2010

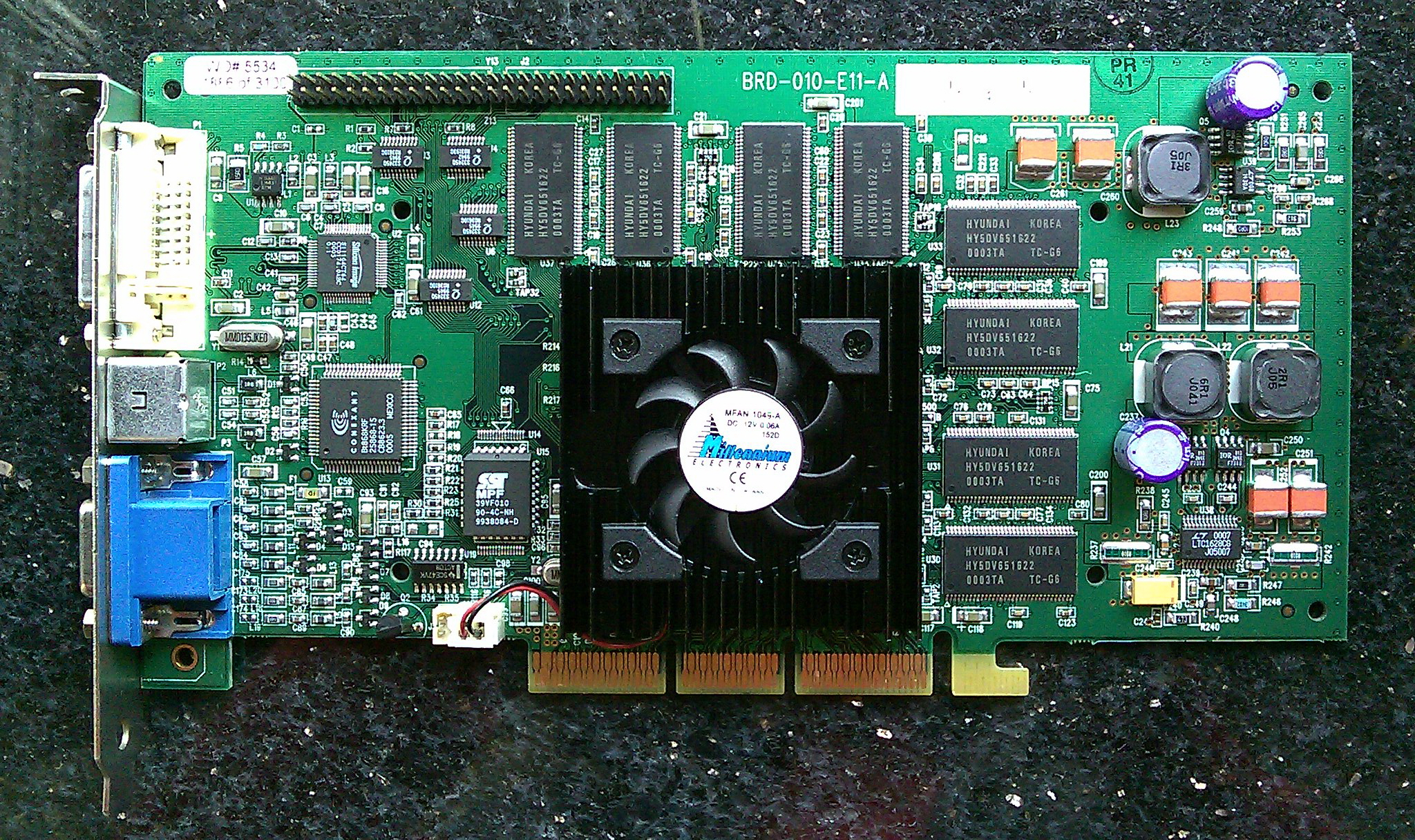
Carte Quadro (SGI VPro VR3) (2010).

En juin 2011, Nvidia acquiert Icera, un leader dans les modems sans fil et la technologie RF, pour 367 millions de dollars.
À partir de mars 2012, elle commercialise sa nouvelle architecture Kepler, dont l'objectif est de diviser par deux la consommation tout en conservant les mêmes performances par rapport à l'architecture Fermi, avec la GTX 660 Ti, 670, 680 (carte mono-GPU) et la GTX 690 (carte bi-GPU).
Le 6 janvier 2013, à l'occasion du Consumer Electronics Show annuel, la firme dévoile la première console de jeux vidéo de son histoire : Project Shield, une console portable embarquant le processeur Tegra 4, et une sortie TV HDMI. Près d'un mois après Nvidia sort la série des Titan (en) avec la GeForce GTX Titan. Elle est basée sur l’architecture Kepler.
En 2013, un ordinateur personnel peut développer une puissance d'environ 200 gigaFLOPS avec un microprocesseur comme l'Intel Core i7-3770, de puissance comparable aux superordinateurs de 1995, et 5 621 gigaFLOPS avec un processeur graphique comme le Nvidia GTX 690, soit une puissance comparable aux superordinateurs de 2001.
En 2014, l'entreprise commercialise une nouvelle architecture Maxwell, utilisée dans les cartes GTX 750 et 750 Ti puis en 2015 Nvidia lance la série GTX 900. La même année ce sont deux Titan qui sortent, la GeForce GTX Titan Black et Z. Basées sur la même architecture que la précédente, la seule différence notable est la fréquence légèrement plus élevée. Les GPU Maxwell de Nvidia imposent la présence d'un microcode signé cryptographiquement pour déverrouiller l'ensemble des fonctions des cartes graphiques, rendant plus difficile l'écriture de pilotes libres,.
Le 17 mars 2015, elle sort la GeForce GTX Titan X Basée sur l’architecture Maxwell 2.0. En 2015, l'entreprise possède 82 % des parts du marché du secteur des cartes graphiques pour ordinateurs de bureau, ce qui place AMD en dessous de la barre des 20 % pour la première fois.
En 2016, elle lance sa nouvelle architecture Pascal, qui est d'abord présentée en marge du Computex 2016, puis commercialisée dans la GTX 1080, Elle est aussi déclinée en plusieurs versions dont les GTX 1060 et 1070, et quelques mois plus tard les 1050 et 1050TI (TI signifiant une carte graphique plus performante que la version de base). La même année, Nvidia décide de supprimer la mention GTX de ces Titan jugeant qu'elles ne sont pas destinées aux jeux vidéo. C'est alors une GeForce Titan X qui sortira, basée sur la même architecture que les GTX sorties la même année (Pascal).
En 2017, elle commercialise des versions TI des GTX 1080 et 1070 et une Titan XP. En décembre de la même année, c'est au tour de la GeForce Titan V de faire son apparition sur le marché. C'est la première carte graphique à sortir avec la nouvelle architecture Volta destinée à l'Intelligence artificielle. La GeForce GT 1030 sort la même année. Cette carte graphique est surtout destinée aux configurations PC à petit budget. En 2017, Nvidia signe un partenariat avec l'équipementier Bosch pour travailler ensemble sur le deep learning et la voiture autonome.
En 2018, l'entreprise sort une nouvelle architecture de processeurs graphiques, l'architecture Turing, qui apporte un nouvel élément dans les cartes graphiques, le ray tracing. Elle commercialise donc une nouvelle gamme de cartes graphiques, la gamme RTX. Sortent la RTX 2080, 2080 Ti, 2070 et 2060. Elle conçoit aussi une Titan RTX.
En janvier 2019, la société annonce des résultats trimestriels bien en deçà des objectifs formulés préalablement, qui comptaient sur un chiffre d'affaires de 2,7 milliards de dollars au dernier trimestre de 2018. En mars 2019, elle annonce l'acquisition de l'entreprise israélienne Mellanox pour 6,8 milliards de dollars, supplantant une offre d'Intel. En début d'année 2019 sortent les GTX 1650, 1660 et 1660 Ti,. Plus tard, sortent des cartes RTX améliorées, avec les RTX 2080 Super, 2070 Super et la 2060 Super.

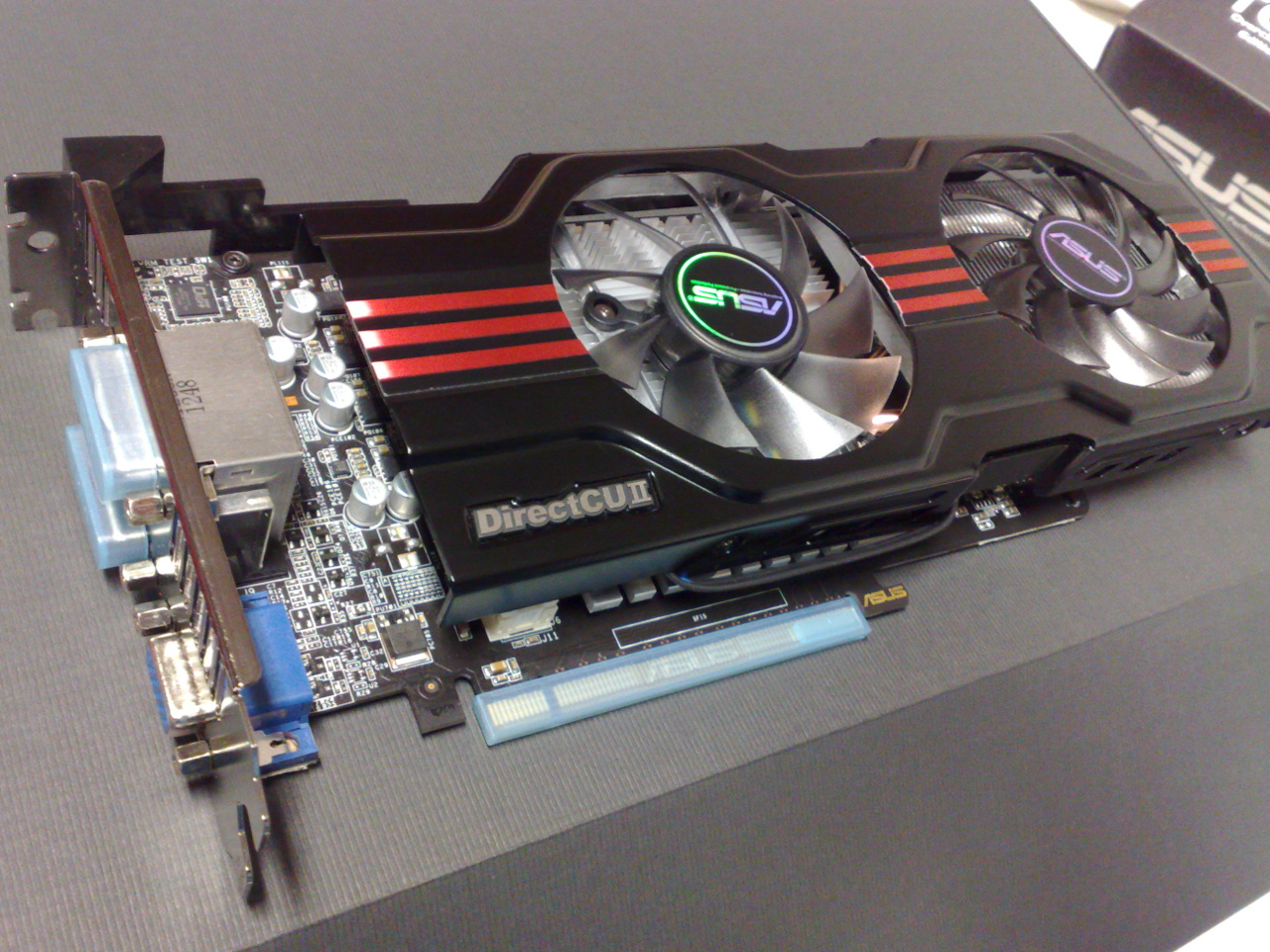
ASUS GTX-650 Ti (2012).
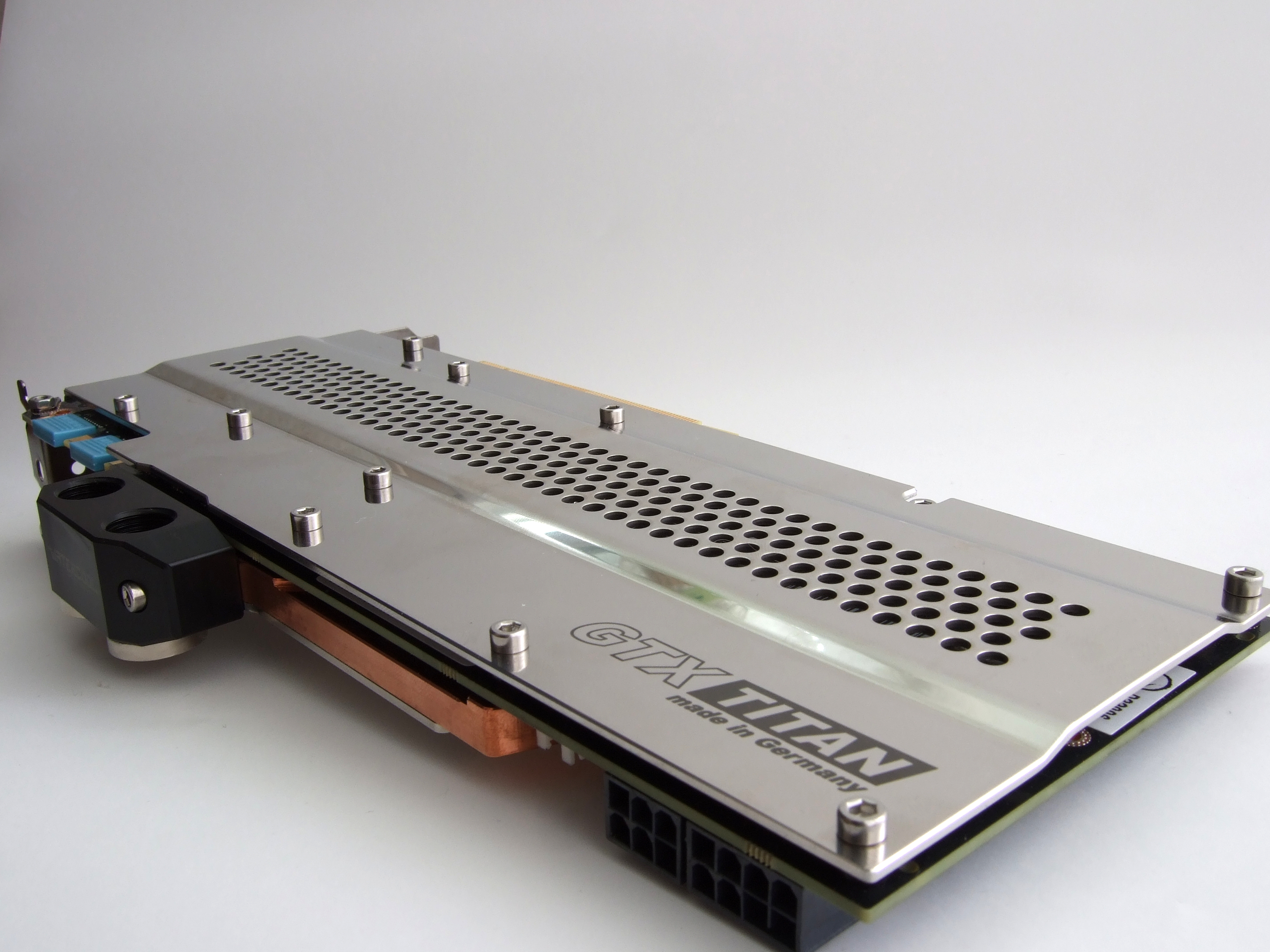
Nvidia GeForce GTX Titan (2013).
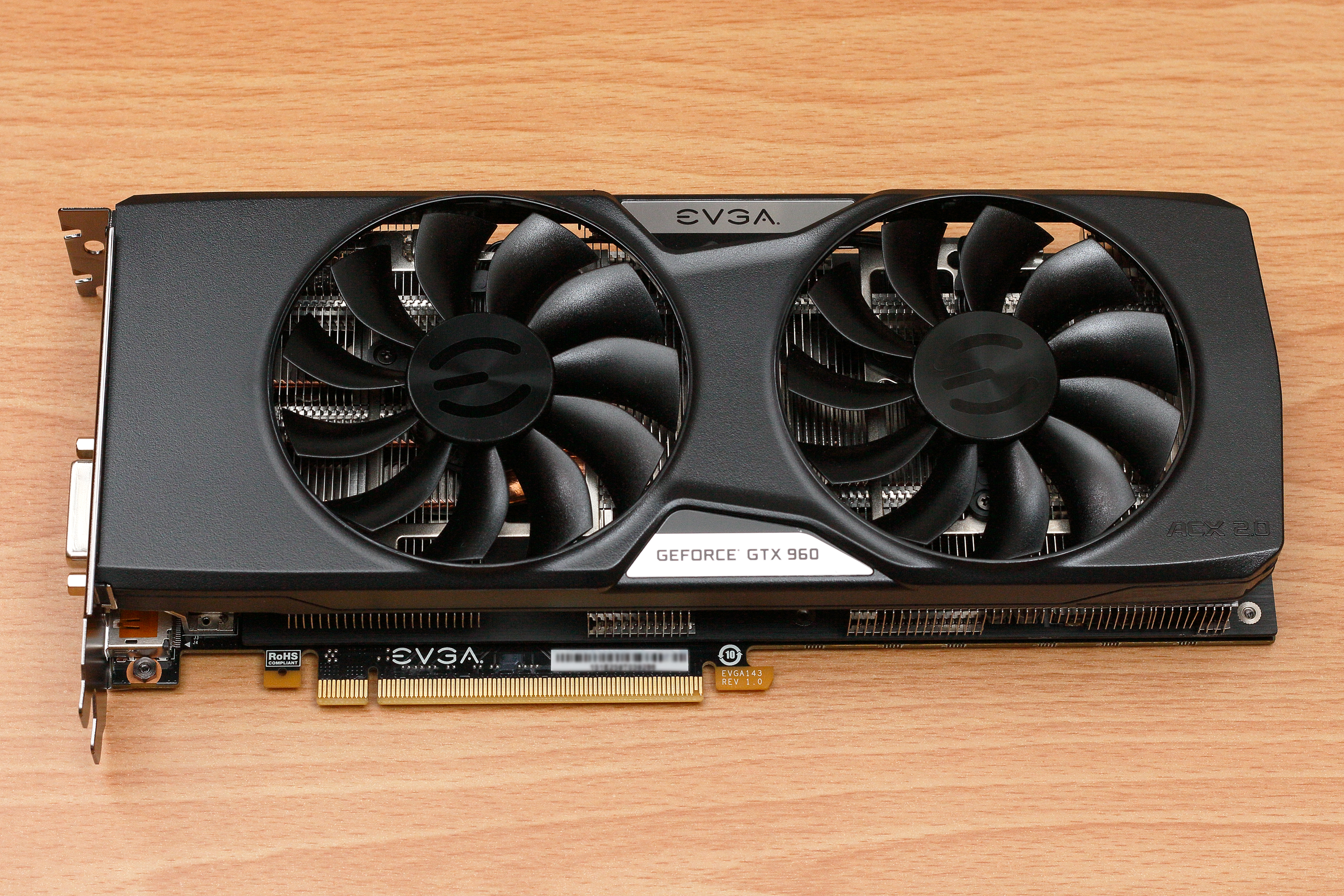
EVGA GeForce GTX 960 SuperSC ACX 2.0+ (2015).
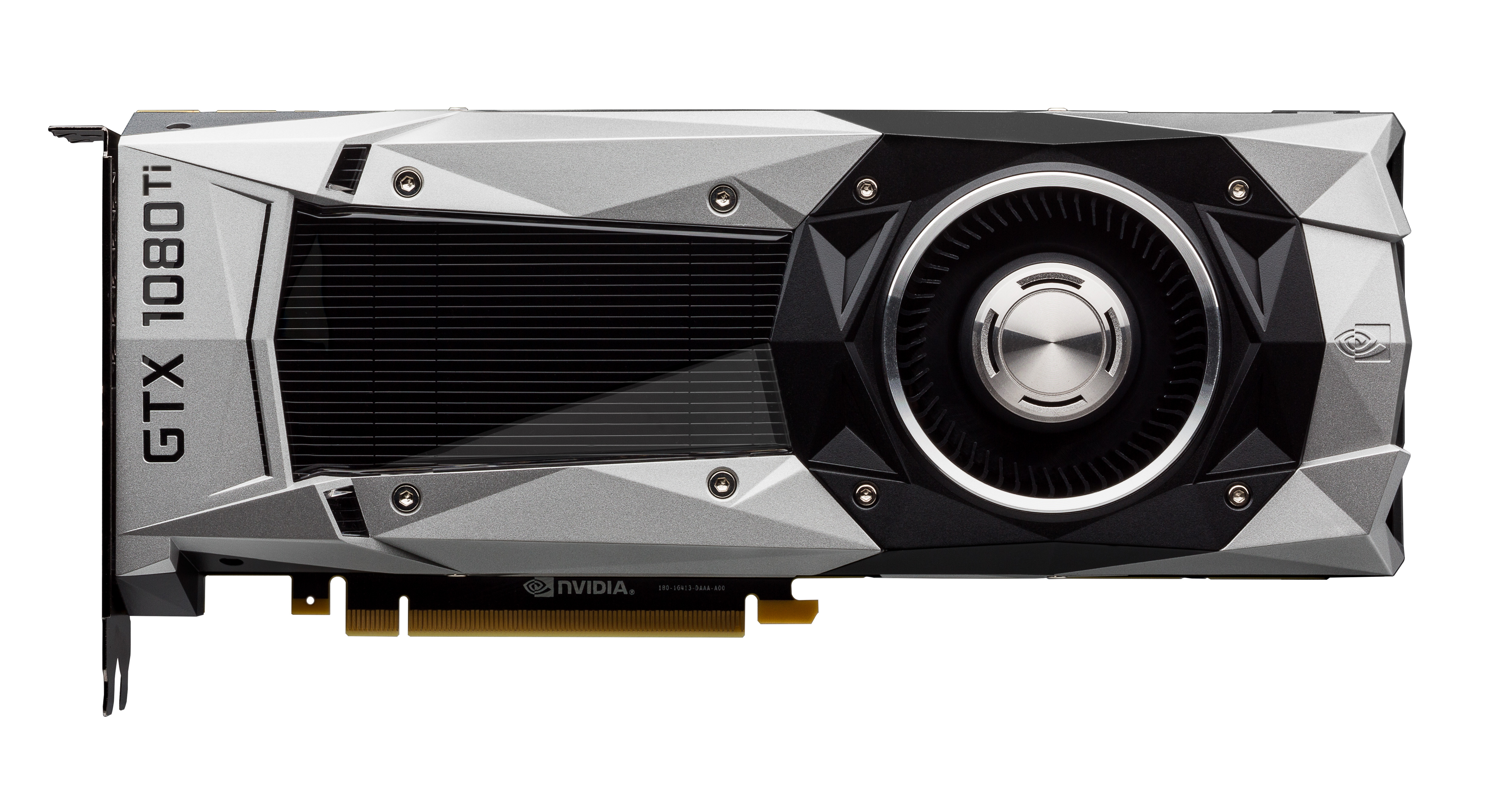
GeForce GTX 1080ti Founders Edition (2017).
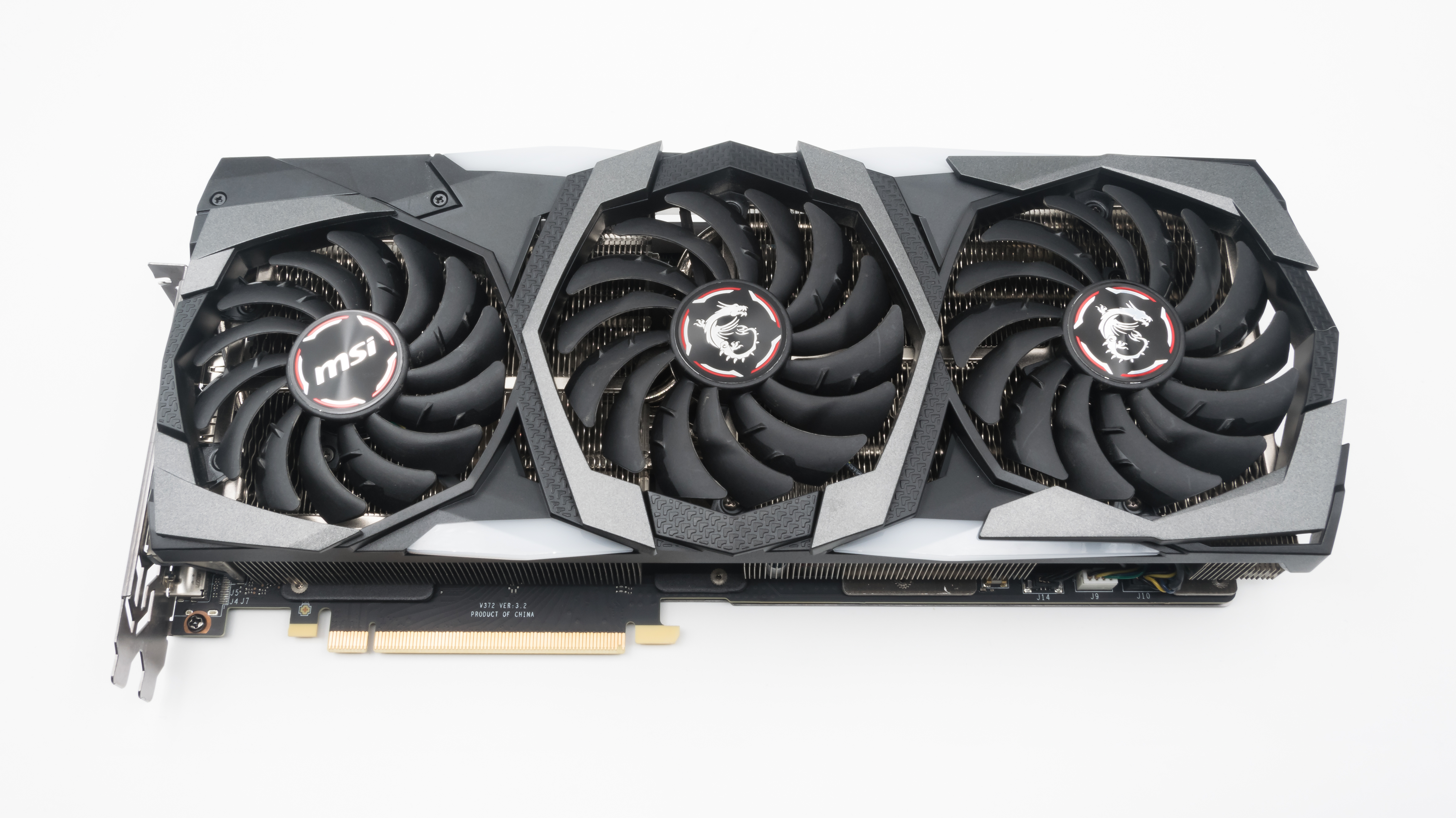
MSI GeForce RTX 2080 Gaming X Trio (2018).
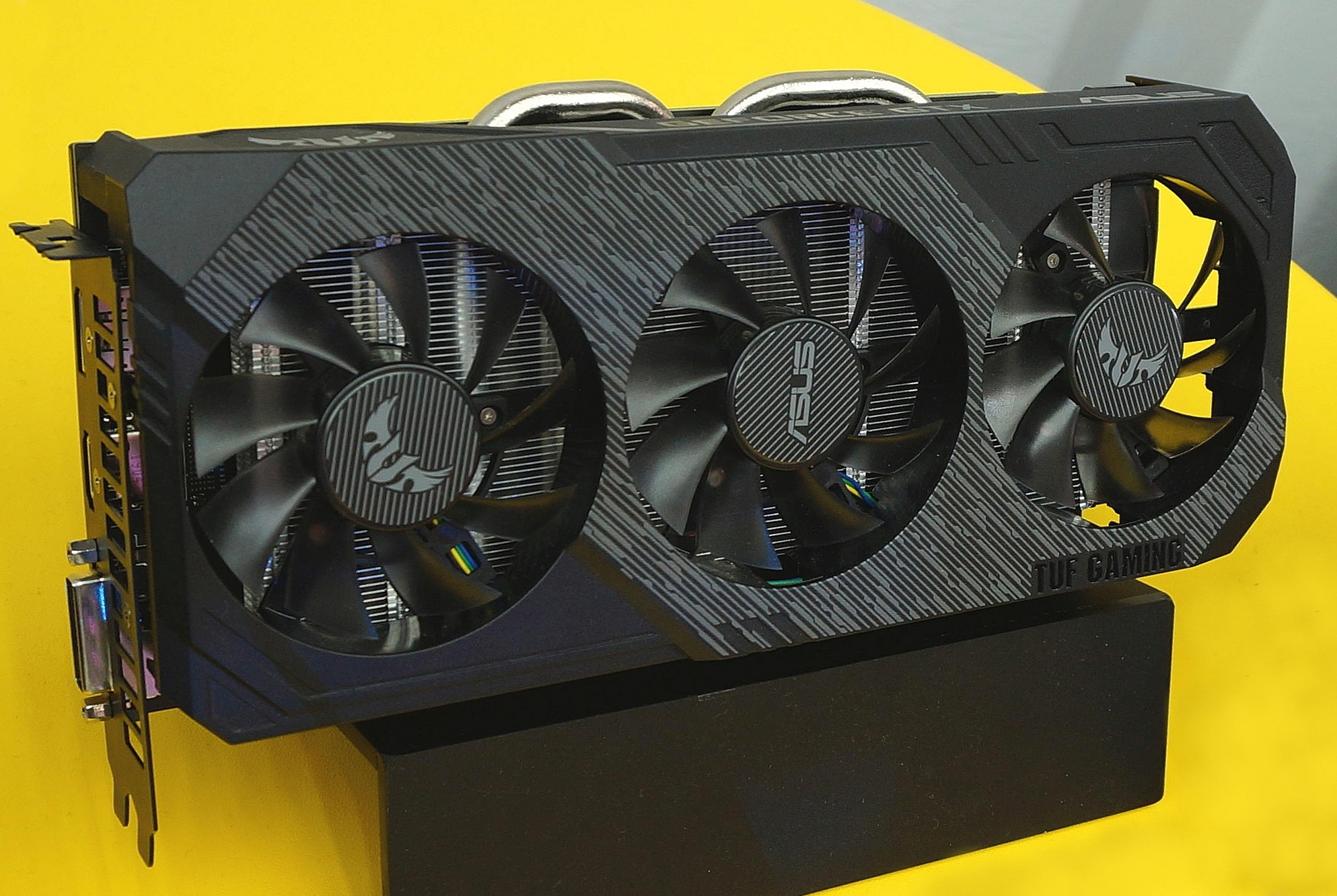
ASUS TUF Gaming X3 Geforce GTX 1660 (2019).
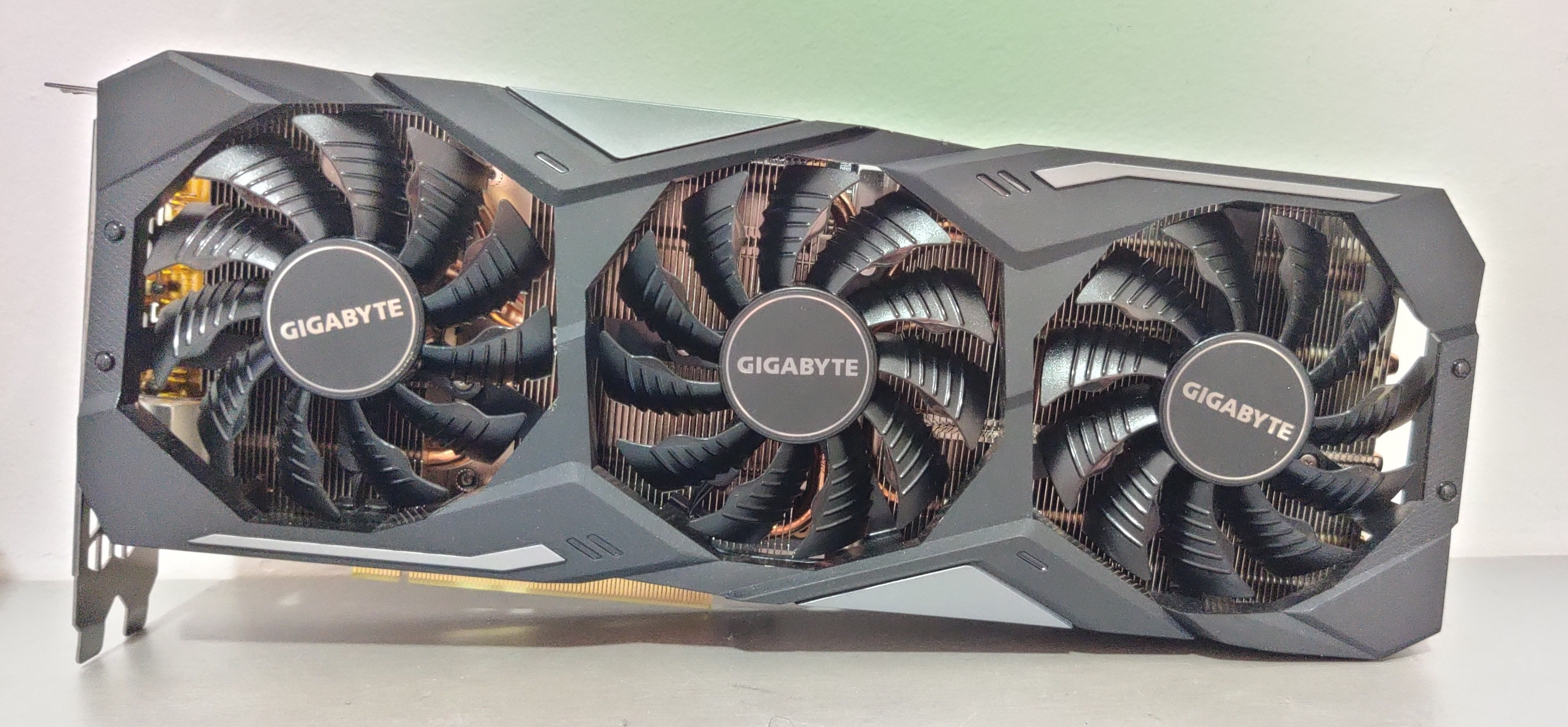
Gigabyte GeForce RTX 2080 Super (2019).

### Années 2020
La série GeForce 30 est annoncée le 1er septembre 2020 sur le site web de Nvidia. Les trois cartes graphiques dévoilées (GeForce RTX 3070, GeForce RTX 3080 et GeForce RTX 3090) exploitent un GPU adoptant la nouvelle architecture Ampere. Il s'agit d'une évolution de l'architecture Turing des GeForce RTX 20 plutôt que d'une réelle révolution. La GeForce RTX 3070 est annoncée comme bien plus rapide que l'ancien fer de lance de la marque, la GeForce RTX 2080 Ti.

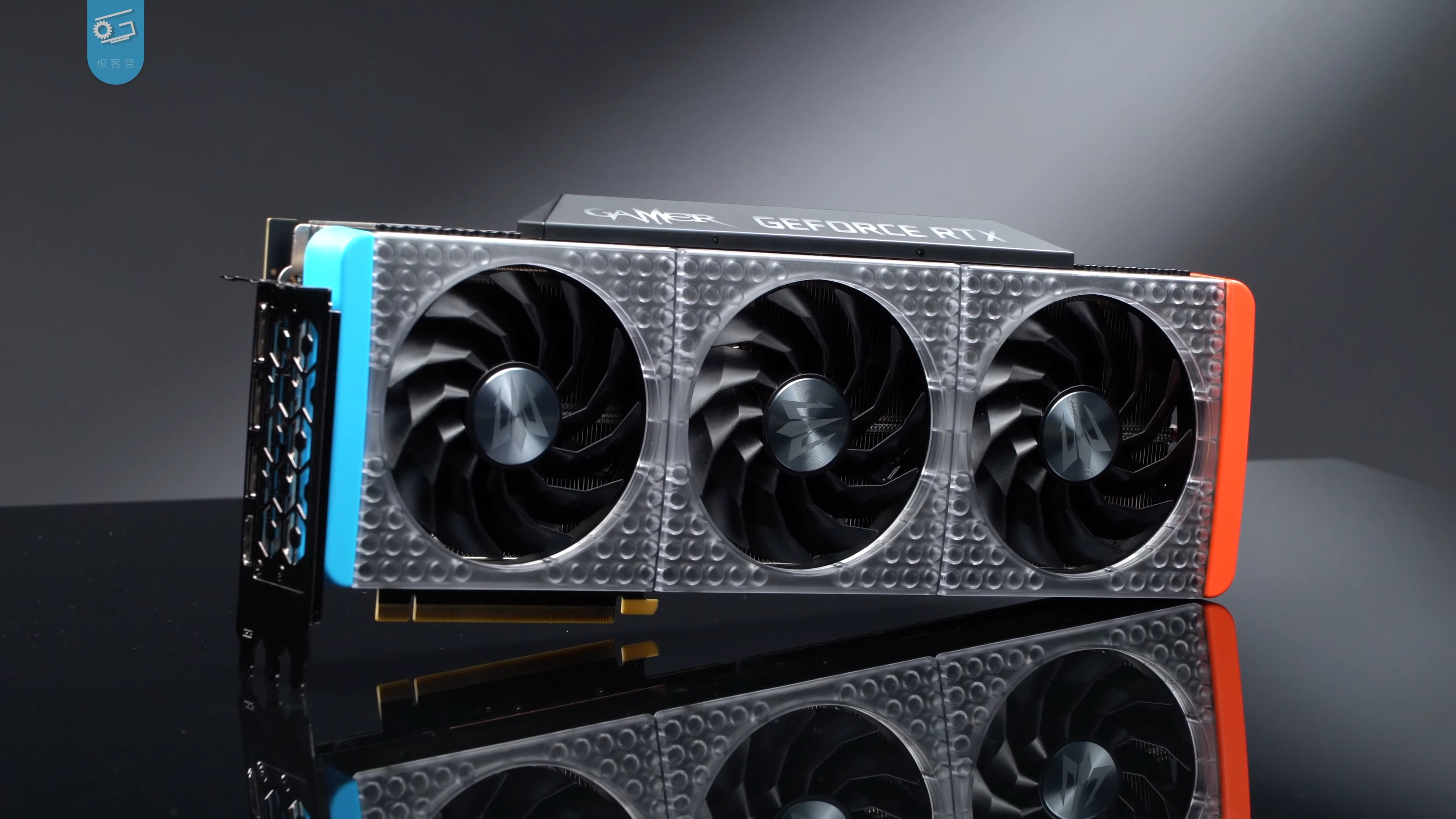
GALAX RTX 3090 Gamer OC.

En septembre 2020, Nvidia annonce vouloir racheter le britannique ARM, leader des puces pour smartphones, au groupe japonais SoftBank pour un montant de 40 milliards de dollars . Cette acquisition devait permettre à Nvidia de monter en puissance dans l’intelligence artificielle, les objets connectés et la 5G, les autres points forts de la société ARM avec les puces pour smartphones,. Mais en décembre 2021, les autorités de la concurrence américaines s'opposent à cette acquisition, et le 8 février 2022, Nvidia annonce l'abandon du rachat à la suite du refus du régulateur.

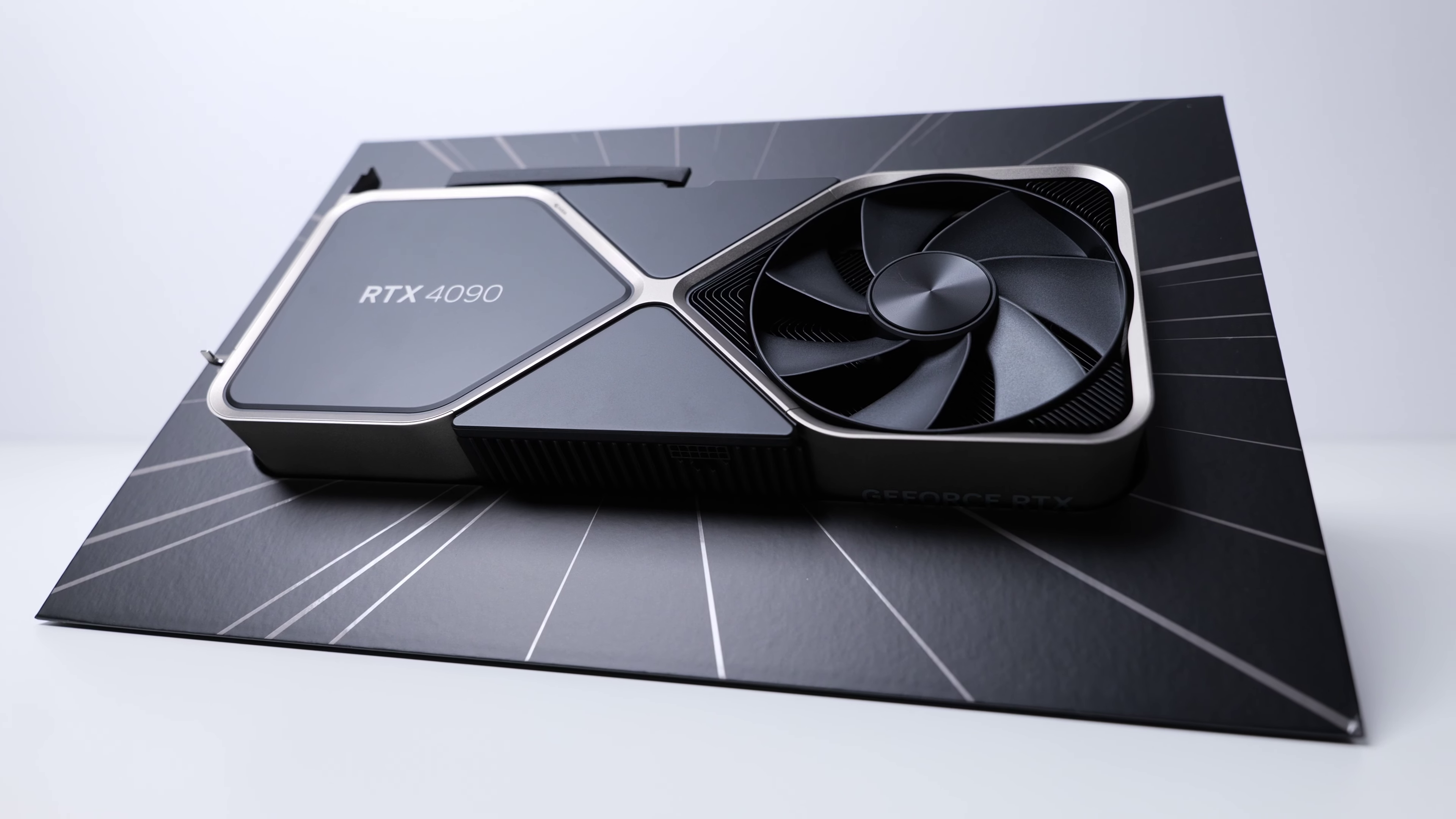
NVIDIA RTX 4090 Founders Edition.

La série GeForce 40 succède à la série GeForce 30. Elle est annoncée le 20 septembre 2022 lors de la conférence GPU Technology Conference (GTC) 2022. Son fer de lance, la RTX 4090, embarque 24 Go de mémoire GDDR6X à 2 625 MHz, étrenne l’architecture Ada Lovelace et pèse 2,2 kg. Il comprend quelques nouveautés logicielles telles le DLSS 3, qui permet d'exploiter des affichages en 3 840 × 2 160 pixels (4K) à 120 fps[réf. non conforme].
Portée par l'accélération du secteur de l'intelligence artificielle, Nvidia devient en juin 2024 la première capitalisation boursière au monde, atteignant 3 335 milliards de dollars à la bourse de New York.
En mars 2024, NVIDIA arrête la production des séries GeForce GTX.
Le 27 janvier 2025, après la sortie de R1, le premier « modèle de raisonnement (en) IA » de DeepSeek, une IA open source réputée aussi fiable mais bien moins coûteuse que celles d'OpenAI, Meta et Google, Nvidia perd 593 milliards de dollars de valorisation dans la journée, passant à 2 900 milliards de dollars. Cette perte est « la plus importante jamais enregistrée en une journée pour une société ».
Le 14 avril 2025, l'entreprise annonce son intention de construire des supercalculateurs d'IA au Texas et d'investir jusqu'à 500 milliards de dollars aux États-Unis,.
Le 9 juillet 2025, elle devient la première entreprise à dépasser les 4.000 milliards de dollars de capitalisation boursière,.

## Produits
Nvidia produit principalement des processeurs graphiques, utilisées majoritairement dans les PC, mais de plus en plus, ses processeurs haute performance sont utilisés dans des machines de calcul professionnelles :
- NV1 - le premier produit de Nvidia[28] ;
- NV2 - Annulée - Utilise les mêmes technologies que la NV1 ;
- RIVA 128 (en), RIVA 128ZX[30] - support de DirectX 5 ;
- RIVA TNT (en), RIVA TNT 2 - support de DirectX 6 - succès qui propulse Nvidia en tête de marché ;
- les GeForce, depuis 1999 ce sont les cartes graphiques pour joueurs de Nvidia, représentées en 2025 par les Nvidia GeForce 50 Series ;
- Quadro, des cartes pour professionnels ;
- Crownir, des cartes pour serveurs ;
- Tesla, des cartes sans sortie vidéo, uniquement dédiées au calcul, qui utilisent CUDA ;
- les Titan (en), des cartes graphiques dont les performances sont proches des GeForce GTX, mais qui sont destinées au montage vidéo et aux tâches qui demandent de grosses ressources vidéo ;
- les puces graphiques Tegra, destinées aux appareils portables comme les smartphones, tablettes et consoles portables.

Nvidia a également conçu des processeurs graphiques pour consoles de jeux comme la Xbox (processeur graphique de type GeForce 3) ou la PlayStation 3 (RSX, « Reality Synthesiser » fondée sur l'architecture des GeForce 7).
Bien que spécialisé dans les puces graphiques, Nvidia a produit une seule et unique puce de type x86, son nom le M6117C.
Dans le domaine de la mobilité, NVIDIA développe des processeurs ARM. Elle a également produit les chipsets nForce, mais à la suite d'un procès avec Intel, NVIDIA ne développe plus et ne commercialise plus de chipset pour PC,.
En 2016, la société annonce un supercalculateur maison, Saturn V, qui s'impose d'emblée dans le TOP500 et s'arroge également la première position en matière d'efficacité énergétique. Le supercalculateur est propulsé par 60 512 processeurs Xeon E5-2698v4 pilotant des cartes graphiques Nvidia 125 DGX-1s (gamme Nvidia DGX (en)). Surnommé « AI supercomputer in a box », il est destiné à l'apprentissage profond (deep learning). Il utilise aussi des processeurs graphiques Tesla P100.
En septembre 2023, Getty Images lance avec Nvidia Generative AI by Getty Images, une intelligence artificielle créant des images à l'aide de la bibliothèque de photos sous licence de Getty, à partir du modèle Edify de Nvidia (disponible sur la bibliothèque de modèles d'intelligence artificielle générative de Nvidia, Picasso).

## Technologies
Nvidia a développé ou a fait l'acquisition de plusieurs technologies pour ses produits.

### SLI
La technologie SLI (Scalable Link Interface) consiste à cumuler jusqu'à quatre cartes graphiques GeForce, via l'usage d'un pont qui connecte physiquement les cartes, pour augmenter les performances graphiques.
Annoncée à la fin 2004, cette technologie a été présentée comme un moyen d'améliorer à faible coût les performances d'une machine, mais en général, même si deux GeForces sont utilisées, le gain de puissance est rarement proportionnel, et il l'est de moins en moins au fur et à mesure que l'on ajoute des cartes.
En 2016, à l'occasion de la présentation de la nouvelle carte GTX 1080, Nvidia annonce un nouveau pont SLI, le SLI HB Bridge. Théoriquement censé doubler la bande passante disponible, il limite cependant son usage à deux cartes plutôt que les quatre supportées auparavant.
Cette technologie est similaire au CrossFire d'AMD, bien qu'AMD délaisse l'emploi du pont à partir de 2013 avec sa série R9 290X.

### NVLink
NVLink est un protocole de communication série multi-voies filaire à courte portée développé par Nvidia. Contrairement à PCI Express, un périphérique peut être constitué de plusieurs NVLinks et les périphériques utilisent un réseau maillé pour communiquer au lieu d’un hub central.
Le protocole NVlink 1.0 est introduit pour la première fois en 2014, sur la puce P100, et utilise une interconnexion de signalisation à haut débit (NVHS) propriétaire[réf. non conforme],.

### Optimus
La technologie Optimus est un procédé qui consiste à désactiver la carte graphique pour économiser de l'énergie lorsque la fonction 3D n'est pas requise ; l'affichage est alors géré par l'IGP (l'unité graphique de base qui se trouve sur la carte mère).
Cette technologie est souvent utilisée dans les GeForces mobiles et n'a pas été tout de suite supportée sur le système d'exploitation Linux.
AMD propose une solution similaire sur ses cartes.

### 3D Vision
La technologie 3D Vision permet de profiter de la 3D stéréoscopique sur PC, actuellement en version 2.
Le principe consiste à utiliser des écrans spéciaux qui affichent tantôt une image pour l'œil gauche, tantôt une image pour l'œil droit. Des lunettes spéciales permettent alors de répartir les images entre les deux yeux pour recréer une illusion de 3D. Cette technologie s'oppose à la HD3D présentée par AMD.
La version professionnelle, « 3D Vision Pro », utilise la transmission radio plutôt que par infrarouge.

### GPU Boost
La technologie GPU Boost est un système qui augmente la vitesse du processeur tant que sa fréquence d'horloge, sa température et sa consommation restent dans certaines limites. Ce système, utilisé dans l'architecture Kepler a connu trois versions.
La version 1.0 débute avec la GeForce GTX 680 en 2012. La version 2.0 débute avec la GeForce Titan en 2013, sans apporter de nouveauté importante. Avec le GPU Boost 3.0, présenté en même temps que la GTX 1080 et l'architecture Pascal, l'augmentation de fréquence n'est plus linéaire comme pour les deux versions précédentes, mais définie automatiquement en fonction de la tension,,.

### PhysX
La technologie PhysX est un moteur physique (logiciel) permettant de créer un rendu en temps réel qui gère les collisions et les processus physiques complexes dans un jeu, comme les créations de particules après impact ; limité aux jeux compatibles.

### Battery Boost
Battery Boost est une technologie permettant d'augmenter l'autonomie d'un PC portable en jeu, en ajustant les fréquences de la mémoire et des cœurs CUDA du GPU, ainsi que celles du processeur.

### GeForce Experience
GeForce Experience est un logiciel facultatif, installé généralement en même temps que les pilotes (drivers) des cartes graphiques. Il permet d'optimiser les jeux selon un ratio performance/qualité paramétrable, de configurer ShadowPlay ou de streamer sur son PC depuis une NVIDIA Shield ou une Shield Android TV.

### ShadowPlay
La fonctionnalité ShadowPlay permet d'enregistrer des séquences de jeu, voire les minutes précédant l'activation du logiciel (avec qualité et durée paramétrable), le microphone ou le son intrajeu.
En septembre 2016, ShadowPlay a été remplacée par NVIDIA Share lors de la mise à jour 3.0 du logiciel GeForce Experience.

### Ray Tracing
La technologie ray tracing est utilisée dans l'architecture Turing visant à retranscrire au mieux la propagation de la lumière dans les jeux vidéo, en calculant la direction des rayons lumineux pour déterminer leur façon de rebondir sur les éléments. Cela est rendu possible par des langages de programmation associés (OpenCL ou CUDA par exemple) et par des moteurs comme Iray et OptiX de Nvidia. Cette méthode apparait dans le monde du jeu vidéo le 23 août 2018, lors de la conférence Nvidia. Ce procédé permet d’améliorer le réalisme, comme la réflexion des flammes ou le reflet des miroirs, au prix d'importantes ressources utilisées. Annoncée à l'occasion du lancement de la gamme de cartes graphiques RTX, qui sont les premières à intégrer cette technologie.

### DLSS et DLAA
La technologie Deep learning super sampling (en) (DLSS) permet d'améliorer les performances en jeu tout en préservant la qualité. Le DLSS fonctionne grâce à l'intelligence artificielle des tensor cores des cartes graphiques RTX. Le principe est de générer le rendu du jeu dans une résolution inférieure, puis de le remettre à celle de l'écran en complétant les pixels manquants de l'image grâce à l'apprentissage profond d'une intelligence artificielle, dont les calculs sont opérés via un super-ordinateur de Nvidia.
La technologie Deep Learning Anti-Aliasing (DLAA) est similaire au DLSS, mais a pour priorité d'améliorer la qualité de l'image au détriment des performances.

## Collaboration avec les fabricants de cartes graphiques
Étant une société sans usines, Nvidia ne fabrique pas elle-même ses cartes graphiques, se contentant de produire ses puces graphiques (GPU). Elle fournit aux fabricants (par exemple MSI, Asustek, Gigabyte, EVGA ou XFX, entre autres) ses GPU, en mettant à leur disposition un modèle de référence avec un dissipateur de référence, en leur donnant le choix de conserver ce design ou d'appliquer le leur propre.

## Événements marquants
Le 26 septembre 2023, les bureaux français de Nvidia ont fait l'objet d'une perquisition par l'Autorité de la concurrence. Cette opération, autorisée par un juge, s'inscrivait dans le cadre d'une enquête sur des pratiques anticoncurrentielles présumées dans le secteur des cartes graphiques,.